# Hokus pokus Alfons Åberg
Pour plus de détails, voir Fiche technique et Distribution.
Hokus pokus Alfons Åberg est un film d'animation suédois réalisé par Torill Kove et sorti en 2013.

## Synopsis
Alfie Atkins veut un chien pour son anniversaire, mais son père dit qu’il est beaucoup trop petit pour s’en occuper. Lorsqu’il va à l’école plus tard, les enfants plus grands de l’école lui disent aussi qu’il est trop petit pour jouer avec eux. Alfie rencontre alors un vieil homme qui peut faire surgir de l’argent à partir de rien et décide d’utiliser son aide pour gagner un chien.

## Fiche technique
- Titre original : Hokus pokus Alfons Åberg
- Réalisation : Torill Kove
- Scénario : Tora Berg et Hans Åke Gabrielsson, d'après les livres de Gunilla Bergström
- Conception des personnages : Sandra Pilny-Lockertsen
- Direction artistique : Magnhild Valen-Sendstad Winsnes
- Montage : Anders Sørensen
- Musique : Niklas Fransson, Georg Riedel, Ulf Turesson
- Production : Kristin Ulseth
- Société de production : Maipo Film
- Pays d'origine : Suède
- Langue originale : suédois
- Genre : animation
- Format : couleurs - Dolby
- Durée : 76 minutes
- Date de sortie : 
  - Suède : 23 août 2013

## Distribution (voix)
- Markus Engdahl : Alfons Åberg / Mållgan
- Gustaf Hammarsten : Pappa Åberg
- Per Eggers : Trollkarl
- Gunilla Röör : Trollkarlens Fru Singoalla
- Sofia Wendt : Milla
- Adrian Bratt : Viktor